# Maďarsko na Letních olympijských hrách 1968
Maďarsko na Letních olympijských hrách v roce 1968 v Mexiku reprezentovala výprava 167 sportovců (135 mužů a 32 žen) v 15 sportech.

## Medailisté
| Medaile | Jméno | Sport             | Soutěž                                         |
| ------- | --- | ----------------- | ---------------------------------------------- |
| Zlato   | Gyula Zsivótzky | Atletika          | Muži hod kladivem                              |
| Zlato   | Angéla Némethová | Atletika          | Ženy hod oštěpem                               |
| Zlato   | Mihály Hesz | Kanoistika        | Muži K1 1 000 m                                |
| Zlato   | Tibor Tatai | Kanoistika        | Muži C1 1 000 m                                |
| Zlato   | Győző Kulcsár | Šerm              | Muži kord jednotlivci                          |
| Zlato   | Csaba Fenyvesi Győző Kulcsár Pál Nagy Zoltán Nemere Pál Schmitt | Šerm              | Družstvo mužů kord                             |
| Zlato   | András Balczó István Móna Ferenc Török | Moderní pětiboj   | Družstvo mužů                                  |
| Zlato   | István Básti Antal Dunai Lajos Dunai Károly Fatér László Fazekas István Juhász László Keglovich Lajos Kocsis Iván Menczel László Nagy Ernő Noskó Dezső Novák Miklós Páncsics István Sárközi Miklós Szalay Zoltán Szarka Lajos Szűcs | Fotbal            | Turnaj mužů                                    |
| Zlato   | János Varga | Zápas             | muži, řecko-římský do 57 kg                    |
| Zlato   | István Kozma | Zápas             | muži, řecko-římský nad 97 kg                   |
| Stříbro | Antal Kiss | Atletika          | Muži chůze na 50 km                            |
| Stříbro | Csaba Giczi István Timár | Kanoistika        | Muži K2 1 000 m                                |
| Stříbro | Gyula Petrikovics Tamás Wichmann | Kanoistika        | Muži C2 1 000 m                                |
| Stříbro | Anna Pfeffer Katalin Rozsnyói | Kanoistika        | Ženy K2 500 m                                  |
| Stříbro | Jenő Kamuti | Šerm              | Muži fleret jednotlivci                        |
| Stříbro | Ildikó Bóbisová Paula Marosi Mária Gulácsy Lídia Dömölkyová Ildikó Ságiová-Rejtőová | Šerm              | Družstvo žen fleret                            |
| Stříbro | András Balczó | Moderní pětiboj   | Muži jednotlivci                               |
| Stříbro | József Csermely Antal Melis Zoltán Melis György Sarlós | Veslování         | Muži čtyřka bez kormidelníka                   |
| Stříbro | László Hammerl | Sportovní střelba | Muži 50 metrů libovolná malorážka 60 ran vleže |
| Stříbro | Imre Földi | Vzpírání          | Muži bantamová váha do 56 kg                   |
| Bronz   | Lázár Lovász | Atletika          | Muži hod kladivem                              |
| Bronz   | Gergely Kulcsár | Atletika          | Muži hod oštěpem                               |
| Bronz   | Jolán Kleiberová-Kontseková | Atletika          | Ženy hod diskem                                |
| Bronz   | Annamária Tóthová | Atletika          | Ženy pětiboj                                   |
| Bronz   | István Csizmadia Csaba Giczi Imre Szőllősi István Tímár | Kanoistika        | Muži K2 K4 1 000 m                             |
| Bronz   | Tibor Pézsa | Šerm              | Muži šavle jednotlivci                         |
| Bronz   | Péter Bakonyi János Kalmár Tamás Kovács Miklós Meszéna Tibor Pézsa | Šerm              | Družstvo mužů šavle                            |
| Bronz   | Ildikó Ságiová-Rejtőová | Šerm              | Ženy fleret jednotlivci                        |
| Bronz   | Károly Bakos | Vzpírání          | Muži střední váha do 75 kg                     |
| Bronz   | András Bodnár Zoltán Dömötör László Felkai Ferenc Konrád III János Konrád II Mihály Mayer László Sárosi János Steinmetz Endre Molnár Dénes Pácsik István Szívós, Jr.                                                                | Vodní pólo        | Družstvo mužů                                  |
| Bronz   | Károly Bajkó | Zápas             | muži, řecko-římský do 78 kg                    |
| Bronz   | József Csatári | Zápas             | muži, volný styl do 97 kg                      |